# Gandowie
Gandowie (Baganda, Ganda, Waganda) – grupa etniczna w środkowej Ugandzie, w 1983 roku jej liczebność sięgała 3 milionów osób. W XV wieku Gandowie utworzyli przedkolonialne królestwo Buganda, które istniało formalnie aż do uzyskania niepodległości przez Ugandę, kiedy zostało zlikwidowane (w 1993 roku ponownie utworzono je jako jedno z tradycyjnych królestw Ugandy). Podstawą utrzymania Gandów była w przeszłości kopieniacza uprawa prosa i sorga, współcześnie także uprawa bawełny i kawy. Gandowie mają bogate tradycje rzemieślnicze: wytop żelaza i kowalstwo, garncarstwo, wyroby skórzane i tkackie. Posługują się językiem ganda z rodziny bantu.